# Ivan Nemer

a Compétitions nationales et continentales officielles uniquement.

b Matchs officiels uniquement.
Dernière mise à jour le 29 janvier 2023.
Ivan Nemer, né le 22 avril 1998 à Mar del Plata (Argentine), est un joueur international italien d'origine argentine de rugby à XV. Il joue au poste de pilier droit ou gauche avec le Benetton Rugby Trévise en United Rugby Championship.

## Biographie
Le 31 octobre 2021, il est sélectionné en équipe d'Italie par Kieran Crowley pour faire partie du groupe de 34 joueurs retenu pour disputer pour les tests internationaux de fin d'année. Il connaît sa première sélection contre la Nouvelle-Zélande le 6 novembre 2021.
Le 27 janvier 2023, il est suspendu par la Fédération italienne jusqu'à la fin de la saison, alors qu'il n'a plus joué depuis le 17 décembre. Cette décision fait suite à une banane pourrie offerte en guise de cadeau de Noël à son coéquipier Chérif Traorè, d'origine guinéenne, une offrande reconnue comme un geste raciste qui a été dénoncé par Traorè. Nemer a renoncé à faire appel de sa suspension.
En mai 2023, il est sélectionné avec l'Italie dans un groupe de 46 joueurs pour préparer la Coupe du monde 2023.

## Statistiques en équipe nationale
Au 3 février 2022, Ivan Nemer compte 10 matchs avec l'équipe d'Italie, dont 3 en tant que titulaire. Il débute en équipe nationale à l'âge de 23 ans le 6 novembre 2021 contre la Nouvelle-Zélande.